# Tuxedo
Tuxedo (Transactions for Unix, Extended for Distributed Operations) és una plataforma de middleware per gestionar processos transaccionals distribuïts en entorns de computació distribuïda. Tuxedo és un middleware orientat a transaccions (en anglès Transaction Oriented Middleware, TOM).
Va ser desenvolupat inicialment per AT&T el 1984 per la creació i administració de sistemes de comerç electrònic (e-commerce) amb processos transaccionals en línia, sistemes OLTP (online transaction processing systems). La primera aplicació en què es va fer servir es deia LMOS.
Actualment és molt utilitzat a institucions financeres on es té un gran flux transaccional. Junt amb Weblogic són una capa important pel servei a tots els mitjans electrònics (Front).
En l'actualitat, Tuxedo és propietat d'Oracle. El seu servidor d'aplicacions WebLogic és molt popular.